# 2-Clorobenzilideno malononitrilo
CS, Alonitrila, ou pelo jargão gás CS é um cristalino branco com odor irritante das mucosas. Seu ponto de fusão é de 93 para 97 graus Celsius e seu ponto de ebulição é de 310 para 320 graus Celsius, sendo destilado a 180 graus Celsius em 20 mmHg, é ligeiramente solúvel em água, é um agente químico usado como substância atordoante e irritante. 